# Veržej
Veržej je naselje i središte istoimene općina u sjevernoj Sloveniji. Veržej se nalazi na desnoj obali rijeke Mure i južno od Murske Sobote.

## Stanovištvo
Prema popisu stanovništva iz 2002. godine Veržej je imao 956 stanovnika.

## Vanjske poveznice
- Satelitska snimka naselja, plan naselja  Arhivirana inačica izvorne stranice od 29. srpnja 2017. (Wayback Machine)